# Tania Mokolo Ndjoli
 (janvier 2025).
Tania Mokolo Ndjoli, née le 19 août 1977 à Abidjan en Côte d'Ivoire, est une femme politique de la République démocratique du Congo, députée nationale élue de la circonscription électorale de Makanza dans la province de l'Équateur en 2018 sur la liste du Groupe des 7 (G7). Elle rejoint ensuite Ensemble pour la République, le parti de Moïse Katumbi qui faisait partie du G7. Elle candidate à l'élection législative de 2023 mais n'est pas reconduite,.